# Иона, или Художник за работой (фильм)
«Иона, или Художник за работой» — короткометражный художественный фильм, поставленный А. Кайдановским по одноимённому рассказу Альбера Камю.

## Создание фильма
Экранизация рассказа Альбера Камю «Иона, или Художник за работой». Новелла дублирует самого Камю, его эстетику. «Трудно рисовать мир и людей и одновременно жить с ними». Так думал Иона, но точно так же думал и сам Камю.
Он говорил в 1957 году: «Любой художник обязан сегодня плыть на галере современности. Он должен смириться с этим, даже если считает, что это судно насквозь пропахло сельдью, что на нём чересчур много надсмотрщиков и что вдобавок оно взяло неверный курс». Хотя на «галере» не только дурной запах, но и чума, это и есть современность, а хранитель верного курса, Камю, поглядывая на неё с возрастающей брезгливостью, утрачивал собственный курс, смысл своего творчества…
Фильм снят актёром Александром Кайдановским во время обучения на ВКСР (мастерская С. А. Соловьёва) и является его курсовой работой.

## Сюжет фильма
Главный герой фильма — художник Иона. Он вместе с женой и четырьмя детьми живёт и работает в мастерской. Иона пытается полностью посвятить свою жизнь творчеству и поискам вдохновения. Он постоянно сталкивается с непониманием окружающих его людей, которые мешает ему работать. Жена понимает Иону лучше всех, но и она, несмотря на любовь к нему, требует от Ионы большего места в жизни. Не выдержав всей жизненной суеты, Иона становится отшельником. Он уходит жить и работать на чердак. В процессе работы Иона доводит себя до истощения. На чердаке его, наконец узревшего истину, находят близкие.

## В ролях
- Борис Плотников — Иона
- Наталья Аринбасарова — жена Ионы
- Витаутас Паукште — гость художника (озвучил В. Заманский)
- Михаил Филиппов — гость художника
- Борис Шувалов
- Зоя Кайдановская

и другие актёры

## Съёмочная группа
- Режиссёр: Александр Кайдановский
- Сценаристы: Александр Кайдановский, Георгий Рерберг
- Операторы: Георгий Рерберг, Юрий Клименко
- Художник: А. Чапкин